# Pirče
Pirče – wieś w Słowenii, w gminie Kostel. W 2018 roku liczyła 29 mieszkańców.